# فريدرش غوستاف ياكوب هنلي

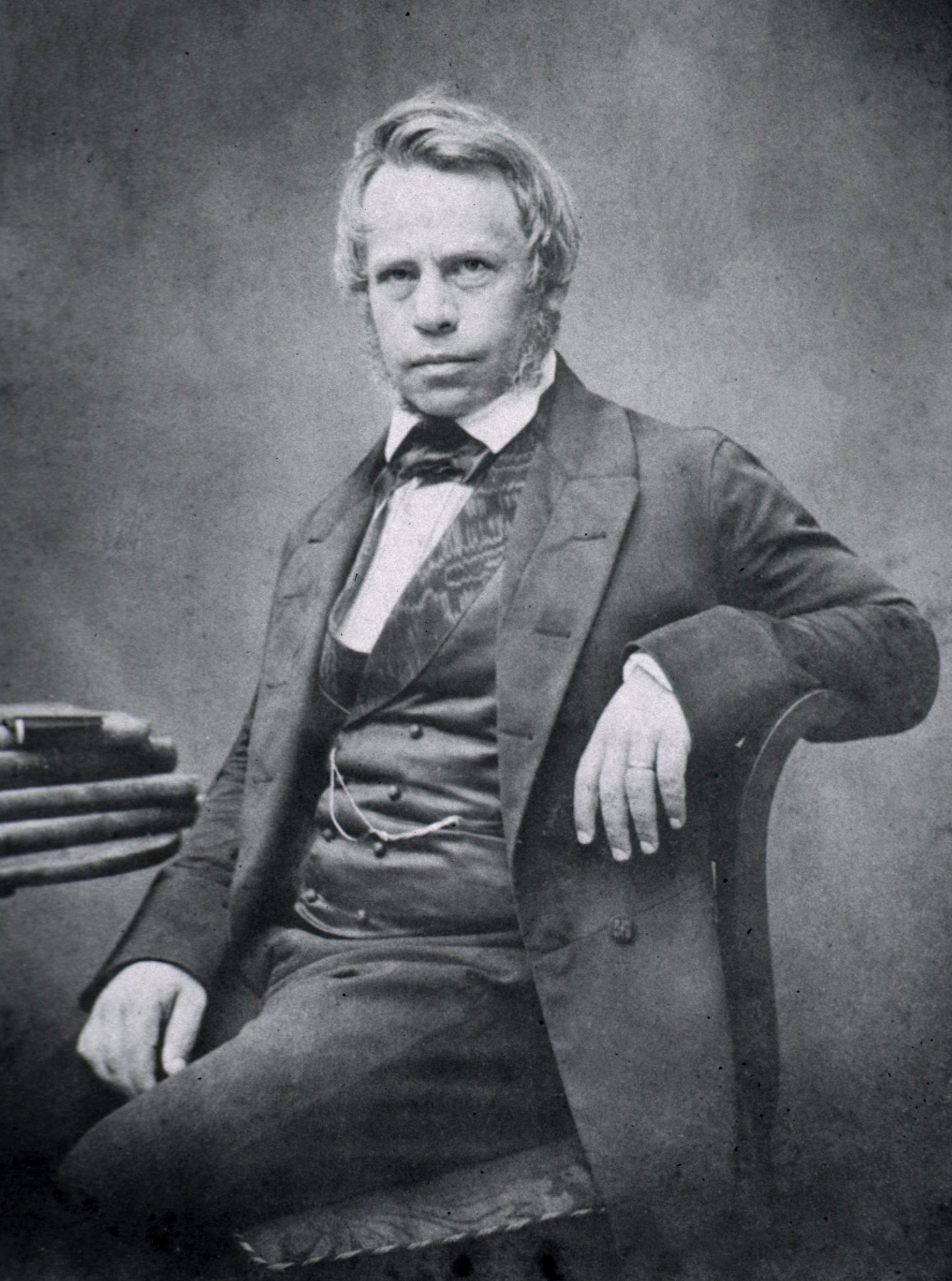
ياكوب هنلي

فريدرش غوستاف ياكوب هنلي (بالألمانية:  Friedrich Gustav Jakob Henle) (ولد في 9 تموز 1809 وتوفي في 13 أيار 1885) هو طبيب ألماني مختص في علم الأمراض وعلم التشريح. اشتهر باكتشافه التواء هنلي في الكلية الذي يحمل اسمه. له أبحاث مبكرة حول نظرية جرثومية المرض. ويعد من أبرز الشخصيات في تطور الطب الحديث.

## اكتشافات تحمل اسمه
- خبايا هنلي في العين
- أجسام هاسال-هنلي في العين
- شق هنلي
- أمبولة هنلي
- طبقة هنلي
- أربطة هنلي
- غشاء هنلي
- غمد هنلي أو عمد الليف العصبي
- شوكة هنلي

## مؤلفاته
من أبرز مؤلفاته باللغة الألمانية:
- Ueber die Ausbreitung des Epithelium im menschlichen Körper (1838)
- Allgemeine Anatomie: Lehre von den Mischungs- und Formbestandtheilen des menschlichen Körpers (1841)
- Handbuch der rationellen Pathologie (1846–1853)
- Handbuch der systematischen Anatomie des Menschen (1855–1871)
- Vergleichend-anatomische Beschreibung des Kehlkopfes mit besonderer Berücksichtigung des Kehlkopfes der Reptilien (1839)
- Pathologische Untersuchungen (1840)

## روابط خارجية
- فريدرش غوستاف ياكوب هنلي على موقع الموسوعة البريطانية (الإنجليزية)